# Wanda Treumann
Wanda Treumann (17 de noviembre de 1883- 1963) fue una actriz y productora cinematográfica alemana, activa en la época del cine mudo.

## Biografía
Nacida en Wodzisław Śląski, Polonia, que en aquel momento formaba parte de Alemania, se trasladó con su marido, Karl Treumann, de Leipzig a Berlín, donde recibió clases de interpretación en la Escuela de Teatro de Emanuel Reicher. En 1910 debutó actuando en el Trianon-Theater, trabajando posteriormente en el Neue Theater y en el Teatro Hebbel. 
Estaba actuando en una representación en el Berliner Lustspielhaus cuando fue descubierta para el cine por el actor y director danés Viggo Larsen. Junto a la actriz y a su marido, Larsen fundó en 1912 la productora Treumann Larsen Film GmbH. Como actriz, Treumann participó en más de treinta filmes, y como productora fue responsable de más de 80 cintas, muchas de ellas en formato cortometraje. Treumann rodó su última producción en 1922, retirándose posteriormente del cine.
Se mudó a Australia, donde vivió hasta su muerte en 1963.

## Filmografía
| - 1910: Entsühnt (actriz) - 1910: Welke Rosen (actriz) - 1910: Die Pulvermühle (actriz) - 1911: Die Geliebte des Chinesen (actriz) - 1911: Vergebens (actriz) - 1911: Komtesse und Diener (actriz) - 1911: Opfer der Untreue (actriz) - 1911: Madame Potiphar (actriz) - 1911: Ihr Jugendfreund (actriz) - 1911: Die weiße Sklavin – episodio 3 (actriz) - 1912: Der Eid des Stephan Huller (actriz) - 1912: Die Abenteuer von Lady Glane (actriz) - 1913: Ein Schwur / Du sollst nicht schwören (productora) - 1913: Das Kriegslied der Rheinarmee / Die Wacht am Rhein (actriz, productora) - 1913: Wir lassen uns scheiden (actriz, productora) - 1913: Motiv unbekannt. Das Drama einer Ehe (productora) - 1913: Frida (productora) - 1913: Der Zirkusteufel (productora) - 1913: Freiheit oder Tod (actriz) - 1913: Die Sumpfblume (actriz, productora) - 1914: Büßer der Schuld (productora) - 1914: Das Geheimnis der M-Strahlen (productora) - 1914: Wie Axel ein Kostüm bekam (productora) - 1914: Paragraph 80, Absatz II. (productora) - 1914: Axels Schwiegermutter ist todkrank (productora) - 1914: Axel holt einen Sekretär ab (productora) - 1914: Maison Fifi / Fifi, der Liebling der ganzen Garnison (productora) - 1914: Die Ahnfrau (productora) - 1915: Das Eiserne und das Rote Kreuz (productora) - 1915: Sklaven der Pflicht (productora) - 1915: Scheven contra Fechtenberg (productora) - 1915: Karlas Tante (productora) - 1915: Geschwister Lorris / Die drei Lorris (productora) - 1915: Der Erbe von Walkerau (productora) - 1915: Der Tag der Vergeltung (productora) - 1916: Das Panterkätzchen (productora) - 1916: Das Geschenk der Norne (productora) - 1916: Der Konkneipant (productora) - 1916: Der Traum vom Glück (productora) - 1916: Die Wäscher-Resl (productora) - 1916: Die Bachantin (productora) - 1917: Die Erzkokette (productora) - 1917: Die nicht lieben dürfen (productora) - 1917: Das Opfer der Yella Rogesius (actriz, productora) - 1917: Und er lebt doch (productora) - 1917: Teufelchen (productora) - 1917: Lache Bajazzo (productora) - 1917: Ihr laßt den Armen schuldig werden (productora) - 1917: Die Landpomeranze (productora) - 1917: Gräfin Maruschka (productora) | - 1917: Fräulein Julchen (productora) - 1918: Der Dieb (actriz, productora) - 1918: Eine Unglückliche (productora) - 1918: Die Augen der Schwester (productora) - 1918: Erste Liebe (productora) - 1918: Das Glück im Eulenhof (productora) - 1918: Der Erbe von Skialdingsholm (productora) - 1918: Das Musikantenmädel (productora) - 1918: Du sollst nicht töten (productora) - 1918: Die Prinzessin von Montecuculi (productora) - 1918: Helga (productora) - 1918: Ihr Junge (productora) - 1918: Und es kam, wie es kommen mußte (productora) - 1918: Zaungast des Lebens (productora) - 1918: Zu Dir gehöre ich (productora) - 1918: Wanda's Trick (actriz, productora) - 1918: Der nicht vom Weibe Geborene (productora) - 1918: Die Filmkathi (productora) - 1918: Im Schloß am See (productora) - 1918: Elly und Nelly (productora) - 1919: Frech gewagt ist halb gewonnen (productora) - 1919: Liebe, die sich frei verschenkt (productora) - 1919: Gezeichnete Mädchen (actriz, productora) - 1919: Das Geheimnis des Schafotts (actriz, productora) - 1919: Das Geheimnis der Wera Boranska (actriz, productora) - 1919: Die da sterben, wenn sie lieben (productora) - 1919: Der violette Tod (productora) - 1919: Das Hexenlied (actriz, productora) - 1919: Eine Nacht, gelebt im Paradiese / Eine Nacht im Paradiese (actriz, productora) - 1920: Das Land der Verheißung (productora) - 1920: Salome (productora) - 1920: Oberst Chabert (productora) - 1920: Der Kelch der Keuschheit (productora) - 1920: Seelen im Sumpf (productora) - 1920: Der wird geheiratet (productora) - 1920: Ninon de l'Enclos (productora) - 1920: Die Schmugglerin (productora) - 1921: Moderne Frauen oder: Der Dieb (productora) - 1921: Die Frau mit den zehn Masken, Episodio 1: Das Grab ohne Toten! (productora) - 1921: Die Frau mit den 10 Masken, Episodio 2: Der Schatten des Gehenkten (productora) - 1921: Die Frau im Tunnel (productora) - 1922: Die Frau mit den 10 Masken, Episodio 3: Tote, die leben (productora) - 1922: Die Frau mit den 10 Masken, Episodio 4: Das Haus der Verrufenen (productora) - 1922: Greuel der Finsternis (productora) - 1922: Der Schrei aus der Tiefe (productora) - 1922: Die tugendhafte Tänzerin (actriz) |